# Jan David Zocher
Jan David Zocher (ur. 12 lutego 1791, zm. 8 lipca 1870 w Haarlemie) – holenderski architekt oraz projektant krajobrazu.

## Życiorys
Jest synem Johana Davida Zochera, również architekta krajobrazu, urodzonego w Turgowii. Studiował w Paryżu, po ukończeniu nauki w 1817 przeprowadził się do Haarlemu. W tym okresie zaprojektował grobowiec van Nellesteyna w Leersum. W 1828 sporządził plan cmentarza Akendam w Haarlemie – jedną z jego głównych prac. W 1838 wstąpił do Królewskiego Instytutu Architektów Brytyjskich, a w 1845 został odznaczony Orderem Lwa Niderlandzkiego. Od 1850 projektował wspólnie z synem, Louisem Paulem. Zmarł 8 lipca 1870 w Haarlemie, pochowano go na cmentarzu Akendam.

## Niektóre projekty
- Grobowiec van Nellesteyna (1817)[1],
- cmentarz Akendam (1828)[1],
- ogród przy zamku Duivenvoorde (1831)[2],
- ogród przy Solt Zeist (1831)[3],
- ogród przy huis te Linschoten (1834)[4].